# Klaussteinkapelle

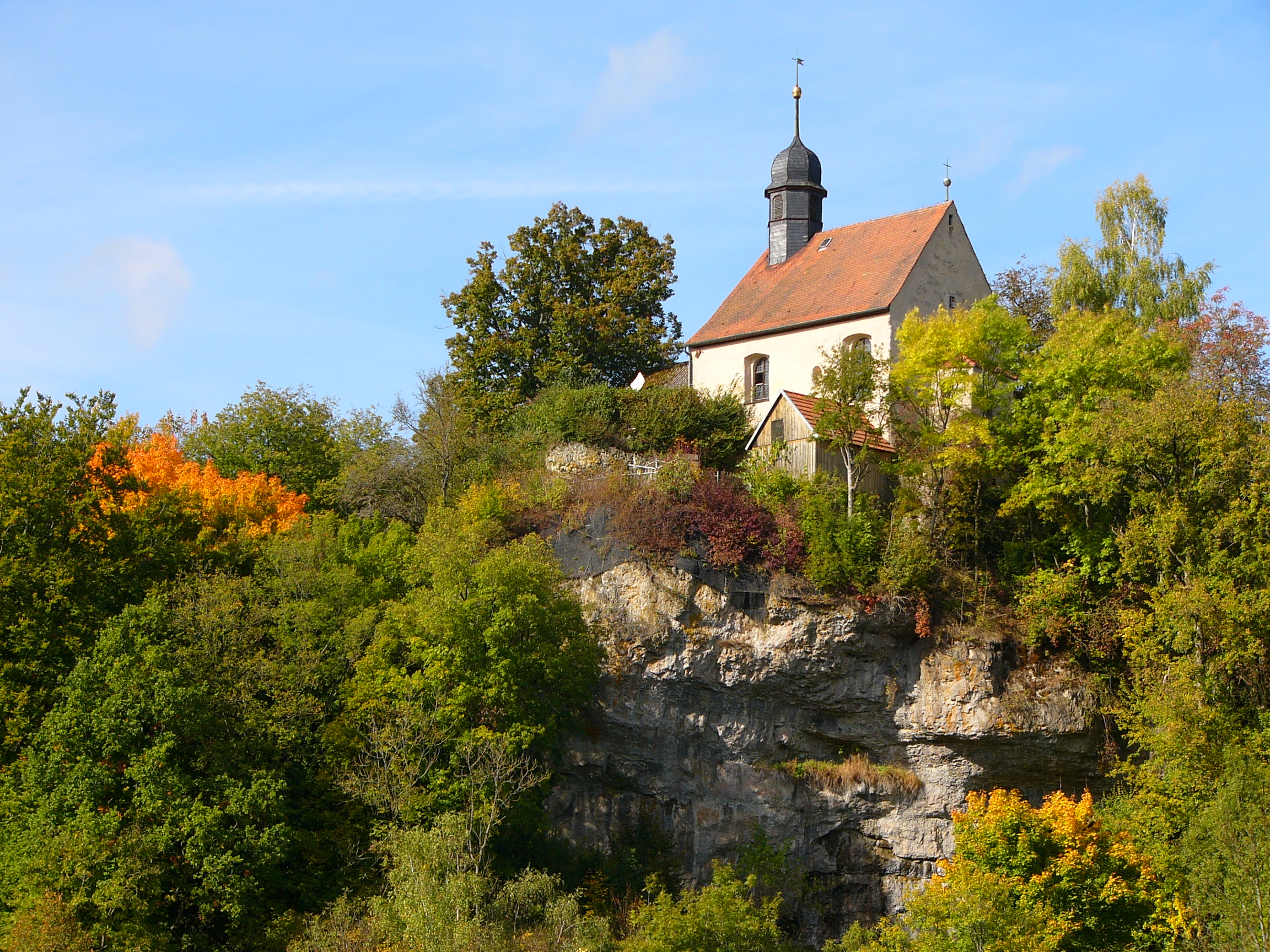
Die Klausstein-Kapelle in herbstlicher Landschaft

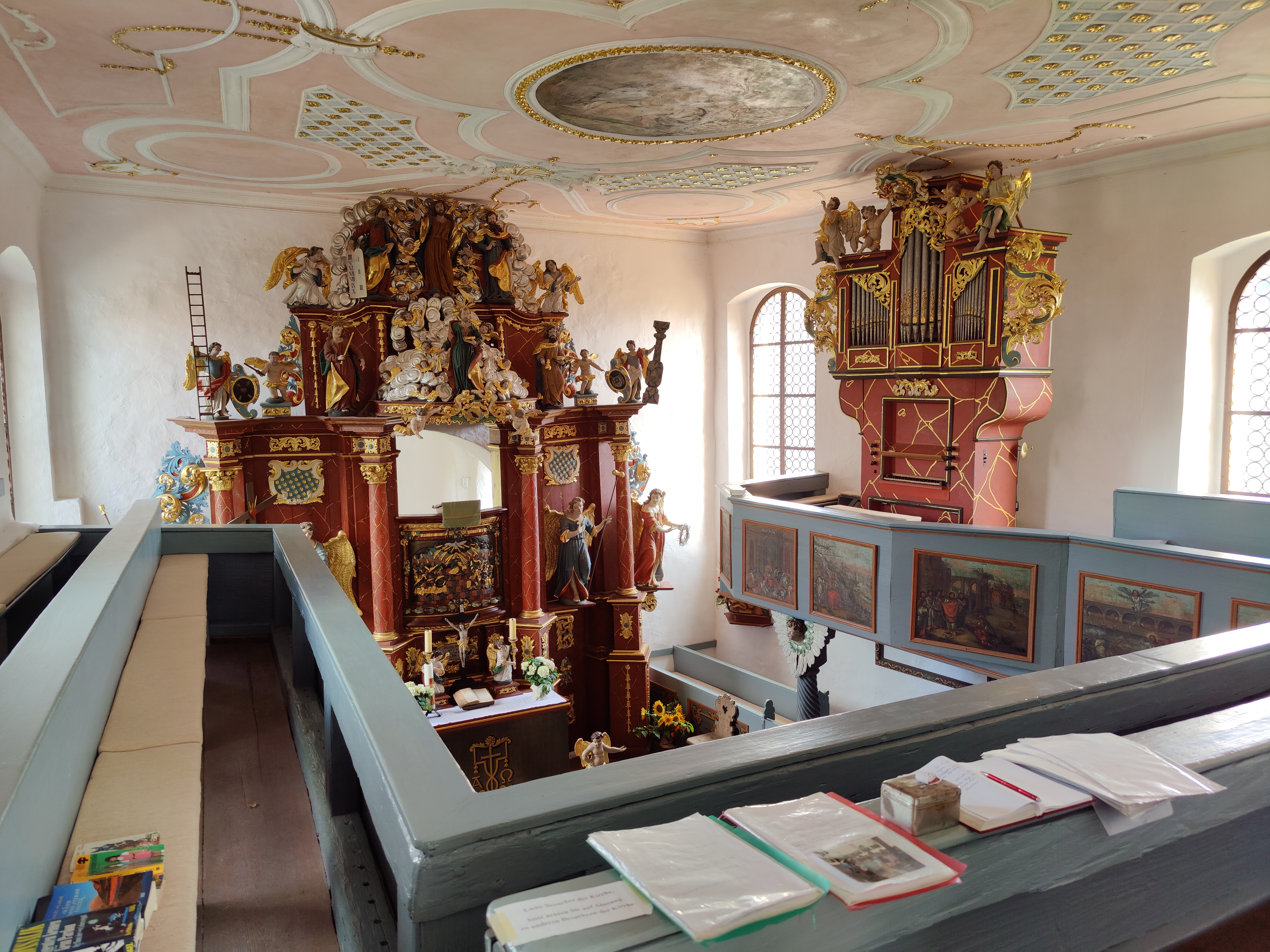
Innenraum (2021)

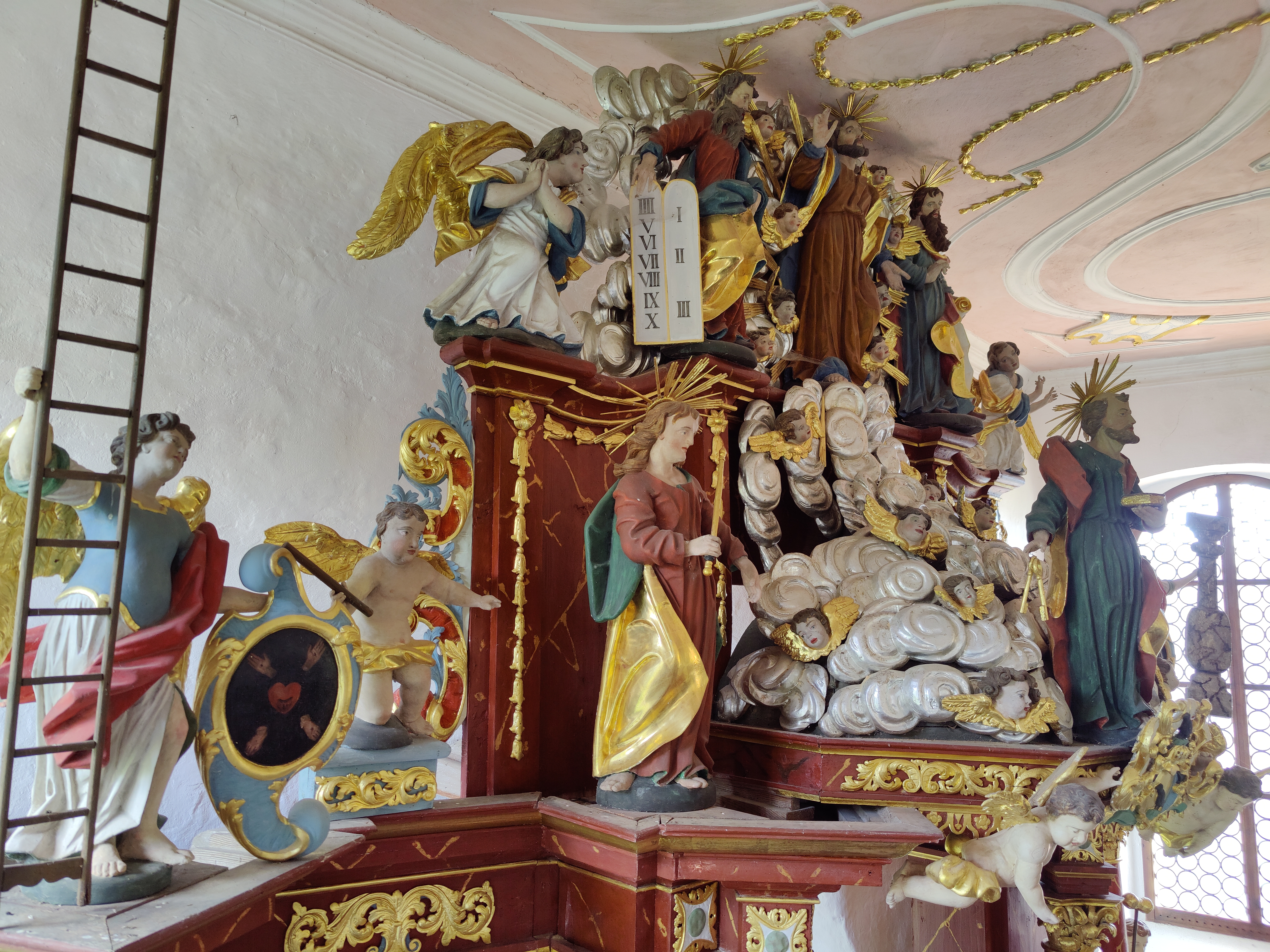
Altar (Detail)

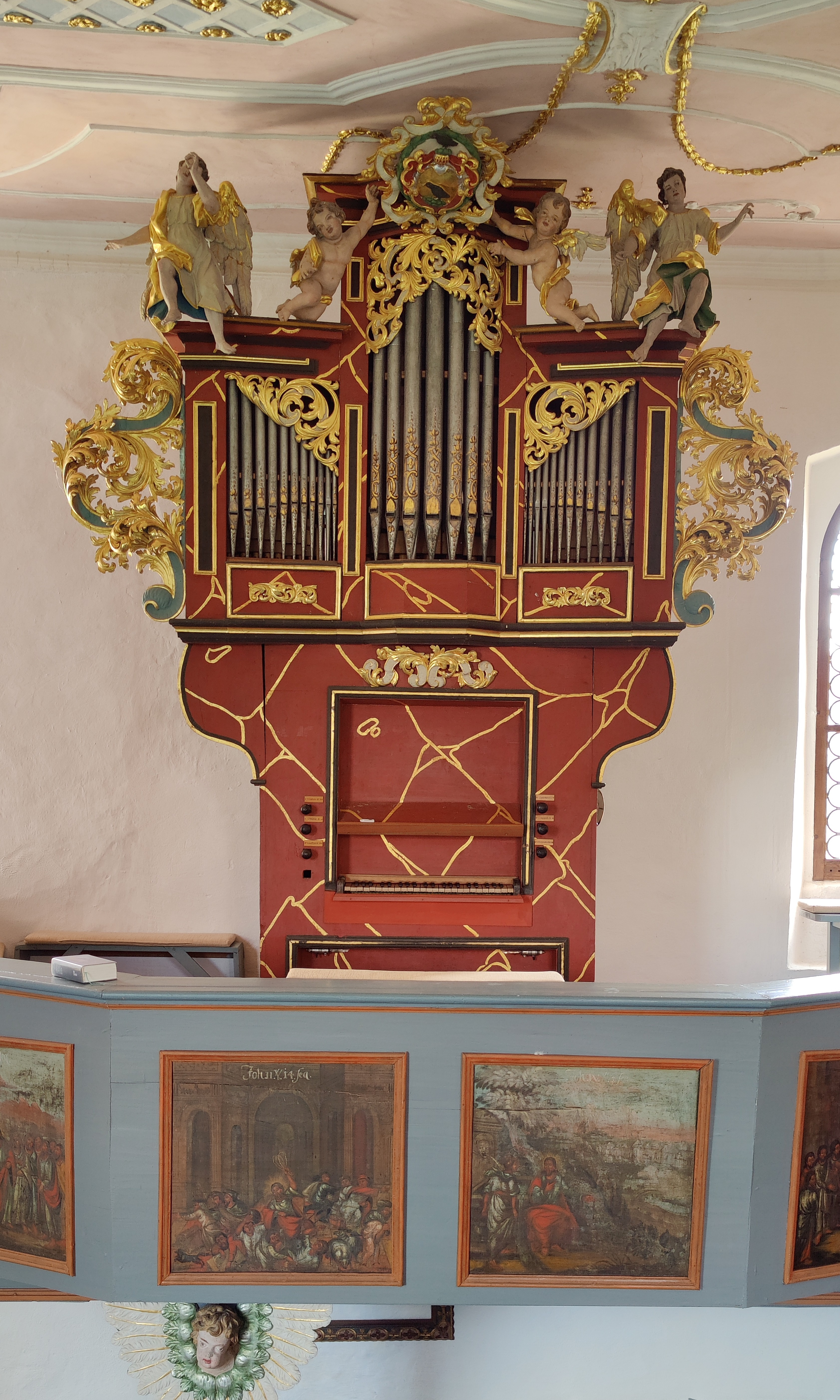
Orgel

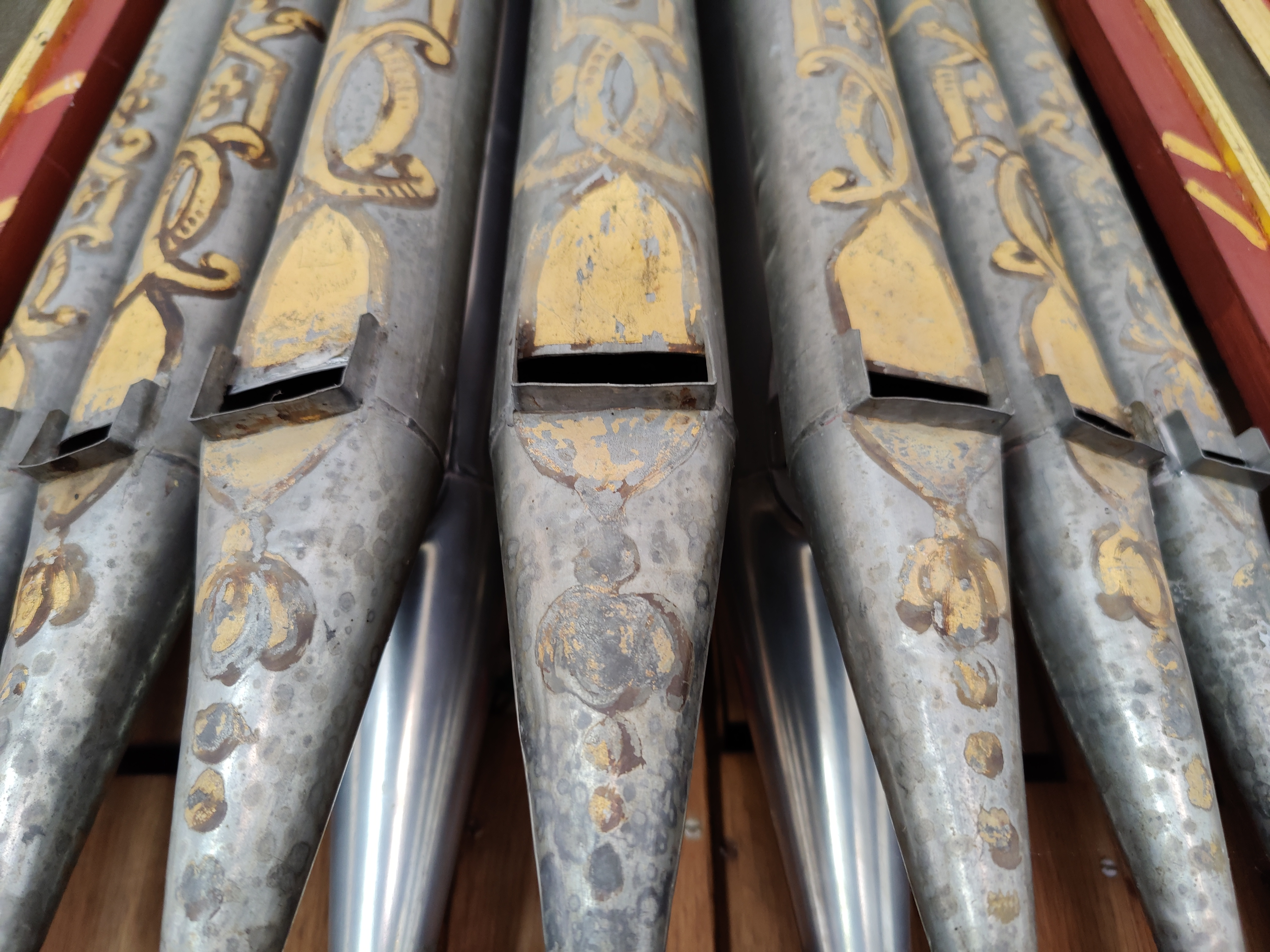
Bemalte Prospektpfeifen

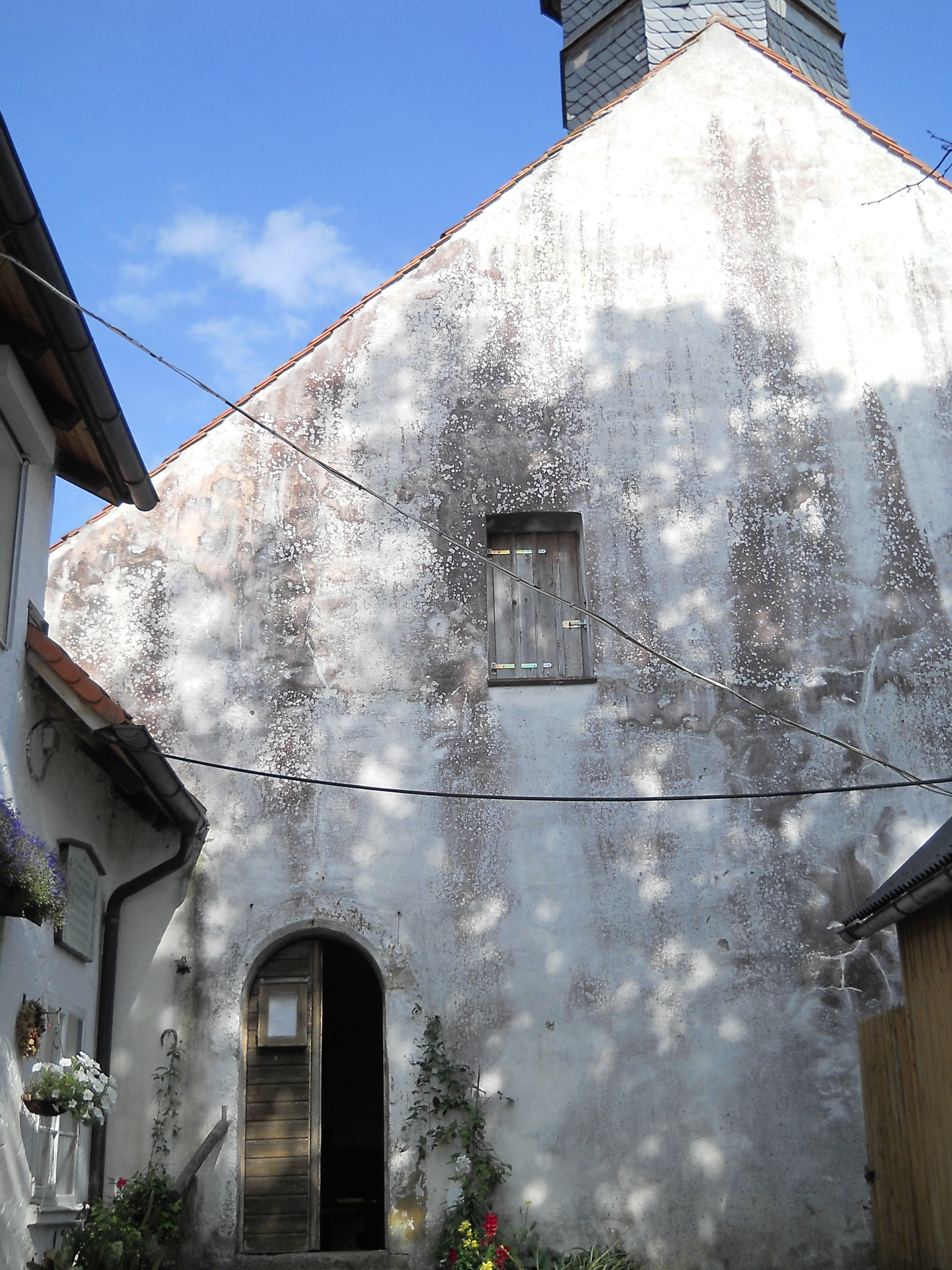
Westfassade mit Eingang

Die Klausstein-Kapelle ist eine Kapelle der ehemaligen Burg Ahorn bei Klausstein, einem Gemeindeteil der Gemeinde Ahorntal im Landkreis Bayreuth in Bayern.

## Lage
Die Kapelle steht mit einem im Nordwesten angrenzenden Gehöft in der Fränkischen Schweiz auf einem Kalkfelsen (435 m) 60 Meter über dem Tal der Ailsbach und oberhalb der Sophienhöhle. Sie ist zu erreichen über die von der Staatsstraße 2185 in Schweinsmühle abzweigende Kreisstraße BT 34, die weiter über Langenloh nach Waischenfeld führt.

## Geschichte
Die Kapelle ist der Rest einer wohl im 11. Jahrhundert erbauten Burg der Herren von Ahorn und wurde erstmals 1139 erwähnt; romanische Rundbogenfenster im Mauerwerk der Kapelle zeugen von diesem Alter. Da sie eine Eigenkirche der Burgherren war, hatten diese das Patronatsrecht inne; 1272 erlosch das Geschlecht und die Herren von Rabenstein übernahmen die Kapelle. Seit 1390 gilt die Kapelle nicht mehr als Burgkapelle, sondern als eigenständiger Sakralbau. Infolge der Reformation wurde die römisch-katholische St.-Nikolaus-Kapelle 1566 unter den Rabensteinern evangelisch-lutherisch und gehört heute als Filialkirche zu Kirchahorn. Eine Generalsanierung wegen Pilzbefalls und Feuchtigkeit in den Wänden wird derzeit in Angriff genommen.

## Beschreibung
Die (im Sommer geöffnete) Kapelle besteht aus einem kleinen rechteckigen Schiff, das im Kern romanisch ist, mit einem dreiseitigen kleinen spätgotischen Chor im Osten (um 1450?), dem ursprünglichen Altarraum, der heute als Sakristei dient. Sie ist aus Bruchsteinen erbaut. Die romanischen Rundbogenfenster sind vermauert. Der Dachreiter im Westen enthält eine kleine silberne Glocke, die per Seil von der Empore aus geläutet wird.

## Ausstattung
Eine Altarweihe ist für das Jahr 1451 urkundlich erwähnt. Die Kapelle wurde 1723 und 1738/39 im Sinne des Barocks umgestaltet; statt des gotischen Choraltars kam 1723 ein viersäuliger Kanzelaltar des (katholischen) Auerbacher Bildschnitzers Johann Michael Doser in die Kapelle; er wurde 1738/39 nach Ideen von Friedrich Herold erweitert. Der Altar zeigt vier große und mehrere kleine Engelsfiguren mit Leidenswerkzeugen bzw. Leuchtern. Auf dem Schalldeckel steht eine Petrus-Statue, flankiert von Jakobus (rechts) und Johannes (links). Im Auszug sind die Figuren Jesu und der Propheten Elia und Mose und damit ist die Verklärung zu sehen. Die farbige Fassung schuf Herold erst 1739. Der gewölbte Kanzelkorpus zeigt im Relief das Pfingstgeschehen, die Apostel mit Maria in der Mitte, darüber die Heilig-Geist-Taube. Vor dem Altar stehen zwei Engel mit einladender Handbewegung.
Von Herold stammen auch das Deckengemälde Anbetung der Hirten in der 1738/39 angefertigten Stuckdecke und die 18 Bilder des Lebens Jesu an der Emporenbrüstung. Unter den Emporen hängen große leere geschnitzte Bilderrahmen. Die Bilder in den Stuckkartuschen und -medaillons wurden später übermalt.
Das Orgelgehäuse wurde 1739 geschnitzt; die erhaltene Orgel stammt vom Orgelbauer Daniel Felix Streit aus Kulmbach. In der Krönung des Orgelprospektes ist das Rabensteiner Wappen angebracht.
Die Sitzfigur des Kirchenpatrons aus Holz auf der rechten Seite der Kapelle ist der oberfränkischen Gotik zuzurechnen (um 1480/90), die allerdings von Herold eine heute nicht mehr vollständige Barockfassung erhielt.

## Rezeption
- Viktor von Scheffel dichtete über die Klausstein-Kapelle:

„Am Klaussteiner Kirchlein stand

der Klausner in Gedanken

und sprach: hier seht ihr in das Land

der Steine und der Franken.“
- Die Kapelle wurde u. a. von Adrian Ludwig Richter und W. Wichowski (um 1890) gemalt.[9][10]